# Сальм, Жан-Батист
Жан-Батист Сальм (англ. Jean-Baptiste Salme; 18 ноября 1766 — 27 мая 1811) — французский генерал, участвовавший в нескольких битвах во время Французских революционных войн и наполеоновских войн. Он служил вместе с другим бригадным генералом, Жаком Макдональдом, во время Фландрской кампании в 1794 году. По-прежнему командуя бригадой, он служил в армии Макдональда в Италии в 1799 году и в Испании в 1810 году.
В 1784 году он вступил в драгунский полк во французской королевской армии. В 1793 году он стал командиром 3-й пехотной полубригады в Рейнской армии. Возглавлял своё подразделение в Хагенау и Висамбурге. В 1794 году он перевёлся на северо-восток Франции и получил звание генерала, впоследствии сражаясь в Туркуэне, Турне и Хугледе. После осады и захвата крепости в Граве он был на оккупационной службе в Бельгии и Голландии.
Дружба Сальма с предателем Шарлем Пишегрю привела к тому, что он более года оставался не у дел. В 1798 году он служил в Италии и возглавлял авангард армии в Треббии в 1799 году, где был ранен и захвачен австрийцами. В 1802 году он отправился в экспедицию в Сан-Доминго на Гаити, но его рано отправили домой, возможно, из-за связи с Полиной Бонапарт. Затем его жена попыталась отравить его, и он был отправлен в отставку. В 1809 году он ненадолго возглавил второстепенную группу войск во время Голландской экспедиции. В следующем году он получил под командование бригаду и служил в Каталонии. Он был убит в бою во время осады Таррагоны в 1811 году. Его имя высечено под Триумфальной аркой в столбце 38.

## Начало карьеры
Сальм родился 18 ноября 1766 года в Айианвиле в семье Жана Батиста Сальма и Марии Жанны Виньон. Его крёстными родителями были Николас Сальм и Мария Жерар, дед по отцовской линии и его вторая жена. Отец Сальма был рабочим, а позднее в 1784 году стал торговцем лесоматериалами; в 1789 году он был обвинён в незаконном присвоении гражданских фондов. Его принадлежность к буржуазии вызывала подозрения и стала причиной некоторых проблем в мае 1793 года, но в 1807 году он стал мэром. Жан-Батист (сын) получил хорошее образование благодаря своему дяде Гаспару, который был приходским священником.
16 апреля 1784 года Сальм, вопреки воле своих родителей, сбежал и поступил на службу в роту Noailles драгунского полка. Командиром подразделения был Филипп Луи де Ноай, а гарнизон располагался в Эпинале. Про молодого драгуна писали, что он был пять футов четыре дюйма (162 см) ростом со светло-коричневыми волосами. У него было круглое лицо и шрам от оспы на носу. В начале своей военной карьеры он оставался простым рядовым, служа в гарнизонах в Тулузе и Каркасоне в 1788 году и Монтобане в 1790 году. Его отец окончательно убедил его, что в армии у него нет будущего, и он покинул службу 12 января 1791 года.

## Война Первой коалиции
9 июля 1791 года был издан закон о формировании добровольческих батальонов, и Сальм присоединился к 1-му батальону Vosges Национальной гвардии в Нёшато. В знак признания его предыдущей службы драгуном, старый солдат, командовавший батальоном, сделал его сержантом. Сальм с таким энтузиазмом участвовал в обучении батальона, находившегося в Саверне, что 15 апреля 1792 года получил звание второго лейтенанта. На следующий день он женился на Жанне Генриетте Масс. 20 апреля началась война, и 19 июля батальон отправился на фронт. Сальм участвовал в боях во время прусской осады Лонгви, а 3 августа 1792 года был ранен в Рюльцхайме. 1-й батальон Vosges присутствовал при захвате Шпайера 30 сентября, когда Рейнская армия Адама Филиппа Кюстина в 24 тыс. человек заманила в ловушку 3,6 тыс. человек из имперских войск в излучине реки Рейн. Весной 1793 года 1-й батальон состоял в 1-й бригаде Жан-Николя Ушара, располагавшейся в левом крыле армии Жозефа Викторена Нёванже в районе Бингена. 14 сентября 1793 года Сальм отличился в бою в Нотвайлере, во время которого был ранен.
7 октября 1793 года Сальм был назначен подполковником 15-го батальона Vosges, в котором в основном были грубые и недисциплинированные призывники. 28 октября того же года он был назначен командующим 3-й линейной пехотной полубригады в звании шеф де бригад (полковника). 30 октября 3-я линейная полубригада состояла в центре армии, возглавляемой Луи Домиником Мюнье. 1 декабря, во время битвы при Хагенау, Сальм отбил у австрийцев Беттенхоффен и сражался в Берстайме, заслужив похвалу от командующего армией Шарля Пишегрю. 18 декабря его подразделение сражалось с австрийскими гусарами, и он был ранен саблей в руку. Тем не менее, 26 декабря 1793 года он возглавил свой полк в битве при Висамбурге.
6 января 1794 года Пишегрю был назначен командующим Северной армией, сменив уволенного 19 января Жан-Батиста Журдана. 8 февраля Пишегрю прибыл в штаб армии, чтобы принять дела от исполняющего обязанности командира Жака Феррана. 30 марта 1794 года Сальм получил звание бригадного генерала. Он подружился с Пишегрю, который перевёл его в Северную армию. Сальм принял командование бригадой в дивизии Жак-Филиппа Бонно, которая сражалась в битве при Туркуэном 18 мая и в битве при Турне 22 мая. Во время осады Ипра бригада Сальма входила в дивизию Элуа Лорана Депо. Когда 1 июня войска Жана Виктора Мари Моро блокировали Ипр, справа находилась дивизия Депо, в центре дивизия Жозефа Суама, а слева Пьера Антуана Мишо. 10 июня эти три дивизии после тяжёлой битвы оттеснили корпус коалиционных сил под командованием Франсуа Себастьяна Карла Иосифа Клерфэ. В 7 часов утра 13-го Клерфэ предпринял неожиданную атаку на дивизию Депо, разгромив бригаду Филиппа Жозефа Мальбранка и оттеснив бригаду Сальма в Менен. Бригада Жака Макдональда из дивизиона Суама, находившаяся в районе Хугледе, сопротивлялась атакам Клерфэ в течение шести часов. В это время прибыла бригада Яна де Винтера, чтобы поддержать Макдональда слева, а сплотившиеся солдаты Сальма начали наступление справа от него. Уставшие солдаты коалиции отступили, и 18 июня Ипр пал.
13 июля в Мехелене во время боя возле канала, идущего в Лёвен, Сальм был тяжело ранен; под ним была убита лошадь. Он получил похвалу на захват города. 1 сентября 4-я дивизия Депо содержала по три батальона из 38-й и 131-й линейных пехотных полубригад, 3-й батальон тиральеров, 5-й батальон шассёров, четыре эскадрона 19-го кавалерийского полка и два эскадрона 13-го полка конных егерей. 20 сентября Сальм сменил Депо на посту командующего дивизией. Ему было приказано блокировать крепость в Граве, что его подразделение выполнило 17 октября. Судя по всему, осадная артиллерия подошла позже, поскольку обстрел оборонительных сооружений Граве начался лишь 1 декабря. Сальм осаждал город с войском в 3 тыс. солдат. 1,5 тыс. голландских защитников возглавлял генерал-майор де Бонс. Бонс сдал крепость 29 декабря; гарнизон потерял 16 человек убитыми и 8 дезертировавших. Сальм сообщил о 13 убитых.
Зимой 1794-95 гг. Сальм принимал участие во вторжение в Голландскую республику. После того, как его войска захватили Утрехт 17 января 1795 года, Пишегрю назначил его управлять Амстердамом. Не вызывая излишнее раздражение у жителей города, Сальм тем не менее смог обеспечить своих солдат новой униформой и достаточным количеством еды. Затем ему было приказано оккупировать провинцию Оверэйссел. Он участвовал в изгнании британских войск из провинций Фрисландия и Гронинген, заслужив одобрение Суама. Позже в том же году он, видимо, участвовал в Рейнской кампании 1795 года, потому что участвовал в боях в Альтенкирхене и подружился с Жан-Батистом Клебером. Тем временем правительственные агенты вызвали в Бельгии волнения своей антиклерикальной деятельностью и другими злоупотреблениями. В июне 1796 года Сальм был назначен командовать кавалерией и получил приказ подавить восстание бельгийцев. После конфликта с французскими гражданскими властями Брюсселя и департамента Диль, 12 февраля 1797 года он был отозван Директорией. В апреле 1797 года командующий Армией Самбры и Мааса Луи Лазар Гош поручил Сальму командовать бригадой драгунов в дивизии Луи Клейна. Когда 21 апреля был пленён Мишель Ней, Сальм получил под командование гусарскую дивизию, но два дня спустя, после заключения перемирия, боевые действия были прекращены.

## Война Второй коалиции
4 сентября 1797 года произошёл переворот 18 Фруктидора, во время которого была свергнута фракция роялистов. В это время обнаружилась измена Пишегрю, и он был выслан из Франции. Из-за общеизвестной дружбы с предателем Гош осудил Сальма как «мерзкого шпиона Пишегрю» и уволил его из армии. 9 ноября 1798 года, после более чем года принудительной отставки, благодаря вмешательству Клебера он снова вернулся в армию для участия в Египетском походе. Однако Сальм пропустил отплытие в Анконе и в результате присоединился к Римской армии под командованием Жана Этьена Шампионне. В то время дивизия Гийома Филибера Дюэма в 3-4 тыс. человек находилась неподалёку от Анконы. Перед угрозой нападения неаполитанской армии Шампионне покинул Рим 27 ноября. Однако неаполитанская армия быстро распалась, и 15 декабря французы захватили Рим, а 23 января 1799 года и Неаполь. Вскоре после этого Шампионне вступил в спор с агентами французского правительства, 28 февраля был отстранён от командования и помещён под арест. На посту командующего армией его заменил Макдональд.
Вследствие французских поражений на севере Италии Макдональд получил приказ установить гарнизоны в городах центральной и южной Италии и идти на север с Неапольской армией. Приказ поступил 14 апреля 1799 года, и 7 мая Макдональд начал движение на север. Макдональд назначил Сальма возглавить авангард из 2997 человек, состоявший из 15-й лёгкой (1390 человек) и 11-й линейной (1440 человек) пехотных полубригад, 94 солдат из 25-го конного егерского полка и 53 артиллеристов и саперов. В 8:00 17 июня 1799 года Макдональд начал битву при Треббии, отправив в бой 18,7 тыс. солдат из дивизий Клода-Виктора Перрена, Жана Батиста Доминика Руски и Яна Домбровского, а также авангард Сальма. Поначалу французы оттеснили австрийцев Петера Карла Отта фон Баторкеца, но к войскам коалиции начали прибывать подкрепления, в результате чего у главнокомандующего коалиции Александра Васильевича Суворова образовалась армия в 30 656 русских и австрийских солдат. В сражении при Модене Макдональд был ранен и поручил руководить атакой Виктору. Но тот не взял на себя эту ответственность, и в тот день французы сражались без общего руководства. В конце дня авангард Сальм прикрыл отступление трёх французских дивизий через реку Тидоне.
У Сальма остались только французские войска, находившиеся к востоку от реки Треббия. 18 июня Макдональд ждал, когда его три пропавшие дивизии прибудут на поле битвы. Тем временем Суворов планировал нанести мощный удар своим правым крылом, но нападение было отложено. Наступило затишье, и Сальм попросил разрешения отправиться в Пьяченцу. Коалиция начала атаку в 16:00 и нанесла первый удар по Сальму. Ему было приказано отступить, как только противник начнёт давить на него, но вместо этого он продолжал удерживать позицию. Сальм был ранен, как и его преемник Жан Сарразен. Наконец Луи Жозеф Лаюр принял на себя командование и отвёл авангард за Треббию, хотя и не без некоторой путаницы. Когда 20 июня Неапольская армия отступила, раненые генералы Сальм, Руска и Жан-Батист Оливье были брошены. Сальм пробыл в плену у австрийцев до заключения Люневильского мира в марте 1801 года.

## Сан-Доминго и закат карьеры
Сальм был в составе войск, отправленных в экспедицию в Сан-Доминго. Ему было поручено командовать 13-й бригадой в дивизии Жана Арди. Войска экспедиции высадились на острове 5 февраля 1802 года. Командующий экспедицией Шарль Леклерк немедленно начал боевые действия против Туссен-Лувертюра, стараясь окружить его войска. Во время операции Арди взял бригаду Сальма в ночной марш-бросок, чтобы застать врасплох гаитянскую базу в Байонне. Большая часть Гаити была взята французами под контроль, но крупные гаитянские силы бежали, и дивизия Арди вернулась в Кап-Франсе. 15 мая 1802 года Леклерк произвёл Сальма в дивизионные генералы и немедленно отправил его обратно во Францию по причинам, которые до конца не ясны. Среди них назывались: болезнь Сальма; его резкая критика восстановление рабства на Эспаньоле; его связи с чёрным рынком; или же, наконец, то, что он стал любовником Полины Бонапарт, жены Леклерка. По возвращении во Францию ему было приказано составить рапорт о состоянии армии. В тот год Леклерк, Арди и бо́льшая часть армии погибли от жёлтой лихорадки.
16 октября 1802 года Сальм был переведён в запас и получал ежегодную пенсию в размере 5000 франков. 26 августа 1803 года он был уволен с пенсией в 2500 франков. Он поселился в Дрюзенайме в имении, которым владел совместно со своим тестем. Его жена Жанна Генриетта пыталась отравить его, но верный слуга предупредил его вовремя, и единственной жертвой стала его собака. Он переехал на рыночную площадь города Нёшато и занялся бизнесом по производству крахмала. Из-за его связей с Моро в июне 1804 года он попал под надзор полиции. Сальм отправил множество писем в военное министерство с просьбами о возвращении в армию, но его игнорировали, несмотря на сочувствие Пьера Риэля де Бёрнонвиля. Много времени и сил занимал имущественный спор с женой. 8 августа 1809 года он был назначен командующим бригады национальной гвардии и служил во время Голландской экспедиции. Хотя он надлежащим образом выполнял свои обязанности, 29 сентября 1809 года он был отправлен домой.

## Таррагона и смерть
Генерал Суам находился во Франции, вернувшись для лечения ранения с Пиренейской войны, и Сальм обратился к нему с просьбой направить его в действующую армию. 16 апреля 1810 года он был назначен в 7-й корпус, также известный как «Армия Каталонии». В то время Луи Габриэль Сюше собирался осадить Тортосу своим 3-м корпусом. Предполагалось, что 7-й корпус Макдональда поддержит операцию Сюше, угрожая Таррагоне в августе 1810 года. 14 сентября испанцы под командованием Энрике О’Доннелла уничтожили одну из бригад Макдональда в ходе успешной битвы при Ла-Бисбале на севере. Когда испанская колонна без О’Доннелла, который был ранен, проходила мимо сил Макдональда, французский генерал атаковал её. 21 октября 1810 года итальянская бригада под командованием Франческо Орсателли Эженио при поддержке французской бригады под командованием Сальма атаковала позиции испанцев в Кардоне. Безрассудное нападение Эженио было отражено; французы потеряли 100 человек, и Макдональд отступил.
Император Наполеон приказал Сюше захватить портовый город Таррагону, пообещав ему за это маршальский жезл. Недовольный действиями Макдональда, император увеличил армию Сюше с 26 до 43 тыс. человек, перебросив в неё в марте 1811 года солдат из 7-го корпуса Макдональда. После выделения 20 батальонов в качестве гарнизонов и сил наблюдения, Сюше собрал для осады 29 батальонов. Они были сгруппированы в пехотные дивизии под командованием Жана Изидора Ариспа, Бернара Жоржа Франсуа Фрера и Пьера Жозефа Абера; кавалерию в 1,4 тыс. человек возглавлял Андре Жозеф Буссар. В армии было также 2 тыс. артиллеристов и 750 инженеров и сапёров. Арисп и Фрер шли из Лериды (Льейды), а Абер двинулся из Тортосы вдоль побережья с осадным обозом. 29 апреля 1811 года дивизия Ариспа заняла Монблан, а 2 мая Реус. 3 мая возглавляющий колонну авангард Сальма оттеснил испанские аванпосты за рекой Франколи. 7 мая 1811 года Сальм стал членом Ордена Почётного легиона.
К северу от Таррагоны находится гора Монте-Оливо, возвышавшаяся над нижним городом. Помимо этого, испанские защитники построили мощный форт Оливо, защищённый высеченным в твёрдой скале рвом; его гарнизон составлял около тысячи человек. Сюше и его инженеры решили начать осаду Таррагоны с западной стороны, но сначала им нужно было захватить форт Оливо, из которого испанцы могли взять осадные траншеи под перекрестный огонь. Сюше поставил дивизию Абера справа на побережье, Фрера в центре возле Франколи, а Ариспа слева. Французская бригада Сальма из дивизии Ариспа стояла напротив форта Оливо, в то время как две итальянские бригады из той же дивизии достигли берега к востоку от Таррагоны. Дивизия Ариспа содержала по три батальона из 7-го и 16-го линейных пехотных полков и восемь итальянских батальонов. 13 мая французы захватили два небольших укрепления перед фортом Оливо, и на следующий день отбили контратаку трёх батальонов испанцев. Поскольку основная атака с запада была отложена, Сюше решил сосредоточить основные усилия против форта Оливо, начиная с 23 мая. В течение следующих нескольких дней в батареях перед фортом были установлены 13 пушек, которые начали наносить ему серьёзный урон. В ночь на 27 мая, когда французские солдаты затащили четыре 24-фунтовые пушки Грибоваля в батарею, испанцы открыли по ним огонь, который привёл к многочисленным жертвам. В этот момент защитники также начали вылазку из форта Оливо. Внимательно наблюдая за происходящим, Сальм окликнул свои резервные войска: «Храбрецы 7-го, вперед!». В тот же момент он был поражён мушкетной пулей в голову и тут же скончался. Его солдаты бросились мимо него и отбили атаку испанцев. Форт Оливо пал в ночь на 29; его защитники понесли большие потери.
Сальм был похоронен под близлежащим акведуком Ферререс; его забальзамированное сердце было помещено в Башню Сципионов по дороге в Барселону. После того, как французы захватили Таррагону, они переименовали Форт Оливо в Форт Сальма. Поскольку у Сальма не было детей, и он как раз разводился со своей женой, его финансовые активы были распределены между его братьями и сёстрами. Наполеон назначил его отцу пенсию в 1000 франков в год. На западной стороне Триумфальной арки в его честь высечено SALM.